# گلزار (سرخس)
گلزار، روستایی است از توابع بخش مرکزی شهرستان سرخس در استان خراسان رضوی.
این روستا در دهستان خانگیران قرار دارد و براساس سرشماری مرکز آمار ایران در سال ۱۳۹۰، جمعیت آن ۱۱۲ نفر (۳۰ خانوار) بوده‌است.

## منبع
1. «: کمیته تخصصی نام نگاری و یکسان‌سازی نام‌های جغرافیایی ایران :». بایگانی‌شده از اصلی در ۲۹ اوت ۲۰۱۱. دریافت‌شده در ۱۹ ژوئیه ۲۰۱۱.
2. ↑  «نتایج سرشماری ایران در سال ۱۳۹۰» (اکسل). درگاه ملی آمار. بایگانی‌شده از روی نسخه اصلی در ۲۰ شهریور ۱۴۰۲.